# WTA Swiss Open 1987
Lo WTA Swiss Open 1987 è stato un torneo di tennis giocato sulla terra rossa. È stata la 16ª edizione del torneo, che fa parte del Virginia Slims World Championship Series 1987. Si è giocato al Drizia-Miremont Tennis Club di Ginevra in Svizzera, dal 18 al 24 maggio 1987.

## Campionesse

### Singolare
Chris Evert ha battuto in finale  Manuela Maleeva-Fragniere con il punteggio di 6–3, 4–6, 6–2.

### Doppio
Betsy Nagelsen /  Elizabeth Smylie hanno battuto in finale  Laura Gildemeister /  Catherine Tanvier|| 4–6, 6–4, 6–3.